# Yōko Ishida
Yōko Ishida (jap. 石田 燿子 Ishida Yōko; ur. 7 października 1973 w Niigacie) – japońska piosenkarka śpiewająca głównie w anime. Jej piosenki można usłyszeć w takich anime jak: Oh! My Goddess!, Ai yori aoshi oraz Czarodziejka z Księżyca.

## Debiut
Debiutowała w roku 1993 z piosenką Otome no Policy endingiem do anime Sailor Moon R. Znana jest również jej piosenka "Ai no senshi", wykorzystana na ścieżce dźwiękowej do "Sailor Moon" R i S.

## Dyskografia

### Single
- 1993-03-21 Otome No Policy – ending do anime Sailor Moon R
- 1994-08-01 Yasashisha no Tametabako
- 1995-06-21 Choppiri Chef Kibun
- 1995-11-01 Zukkoke Paradise
- 2001-10-24 Sugar Baby Love – opening do anime Chitchana yukitsukai Sugar
- 2002-04-24 Towa no hana – opening do anime Ai yori aoshi
- 2002-11-07 lenai kara – ending do anime Petite Princess Yucie
- 2003-02-26 Shinjitsu no tobira – opening do anime Gunparade March ~aratanaru kougunka~
- 2003-10-29 Takaramono – opening do anime Ai yori aoshi ~enshi~
- 2004-04-28 Natsuiro no Kakera – ending do anime Kono minikuku mo utsukushii sekai
- 2005-01-26 Open Your Mind – opening do anime Oh! My Goddess!
- 2006-02-08 Aka No Seijaku – ending do anime Ognistooka Shana
- 2006-04-26 Shiawase no Iro do anime Aa! Megami-sama!: Sorezore no tsubasa
- 2001       White destiny - opening do anime Prétear
- 2007-10-25 It's my precious time!
- 2008-01-25 Tobira Hiraite, Futari Mirai E
- 2008-08-20 STRIKE WITCHES 〜 Watashi Ni Dekiru Koto 〜 – opening do anime Strike Witches
- 2010-03-17 private wing – opening do gier STRIKE WITCHES - Sōkū No Dengeki Sen Shin Taichō Funtō Suru-, STRIKE WITCHES - Anata To Dekiru Koto A Little Peaceful Days- i STRIKE WITCHES - Hakugin no Tsubasa
- 2010-08-04 STRIKE WITCHES 2 〜Egao no Mahō〜 – opening do anime Strike Witches 2
- 2012-12-26 Seimei no Ki
- 2013-11-27 INFINITY 〜 Ano Hi wo Koete 〜
- 2014-09-24 Connect Link – opening do pierwszego epizodu anime STRIKE WITCHES - Operation Victory Arrow
- 2014-11-26 COLORFUL BOX – opening do anime Shirobako
- 2015-08-18 FOREVER HERE
- 2016-11-16 Ashita no tsubasa
- 2019-04-24: Sora ga yobu hō e

- 2020-10-28 Yūki no tsubasa
- 2021-02-17 Wanna Fly?

### Albumy
- 2003-02-26 Sweets
- 2004-08-25 Hyper Yocomix
- 2005-03-09 All of me
- 2006-08-25 Hyper Yocomix 2
- 2007-09-21 Single Collection
- 2008-06-25: Hyper Yocomix 3
- 2008-08-26: Single Collection
- 2009-11-22: Sign of us
- 2010-12-08: Another Sky
- 2013-09-25: Happy For You 〜20th Anniversary〜
- 2015-12-02: Rainbow Wonderland
- 2018-12-19: Soranouta
- 2023-08-23: Ishida Kyoko ko debyū 30-shuunen kinen «bishoujo senshi seeraa muun» cover album 〜 Blue Moon 〜